# Liga Colombiana de Béisbol Profesional 1984-85
La temporada de la Liga Colombiana de Béisbol Profesional 1984-85 fue la 6° edición de la segunda época de este campeonato disputada del 19 de octubre de 1984 al 6 de febrero de 1985. Un total de 4 equipos participaron en la competición. 

## Novedades
Ingresó un nuevo equipo llamado Caimanes de Barranquilla finalizando campeón en su primera participación en el béisbol profesional. También ingresó Vaqueros de Montería. Por primera vez se disputa el torneo en tres ciudades distintas anexandose Montería a las tradicionales Barranquilla y Cartagena de Indias.

## Equipos participantes
| Equipo                   | Fundación | Departamento | Ciudad       | Estadio                   | Capacidad |
| Torices de Cartagena     | 1948      | Bolívar      | Cartagena    | Estadio Once de Noviembre | 12 000    |
| Indios de Cartagena      | 1948      | Bolívar      | Cartagena    | Estadio Once de Noviembre | 12 000    |
| Vaqueros de Montería     | 1984      | Córdoba      | Montería     | Estadio 18 de Junio       | 11 000    |
| Caimanes de Barranquilla | 1984      | Atlántico    | Barranquilla | Estadio Tomás Arrieta     | 8 000     |

## Temporada regular
Cada equipo disputó un total de 60 juegos
| Pos | Equipo                   | JG | JP | JJ | AVG.  | Dif  |
| --- | ------------------------ | -- | -- | -- | ----- | ---- |
| 1.  | Caimanes de Barranquilla | 38 | 22 | 60 | 0.633 | ---  |
| 2.  | Torices de Cartagena     | 30 | 30 | 60 | 0.500 | 8,0  |
| 3.  | Indios de Cartagena      | 27 | 33 | 60 | 0.450 | 11,0 |
| 4.  | Vaqueros de Montería     | 25 | 35 | 60 | 0.417 | 13,0 |

|  | Clasificado al play off final |
|  | Clasificados al pre-play off  |
|  | Eliminados.                   |

## Play Off Final
Se disputaron 6 juegos para definir el campeón donde Caimanes en el último juego superó 3-2 a Indios en el Estadio Once de Noviembre.
| Pos | Equipo                   | JG | JP | JJ | AVG. | Dif |
| --- | ------------------------ | -- | -- | -- | ---- | --- |
| 1.  | Caimanes de Barranquilla | 4  | 2  | 6  | .666 | --- |
| 2.  | Indios de Cartagena      | 2  | 4  | 6  | .333 | 2   |

Game 1-6
Caimanes - Indios 7:8  
Indios - Caimanes 10:12
Caimanes - Indios 8:6 
Indios - Caimanes 7:5 
Caimanes - Indios 8:4 
Indios  - Caimanes 12:14 

| Colombia                                       |
| Campeón Caimanes de Barranquilla Primer título |

## Los mejores
| Stat                     | Jugador                 | Total |
| ------------------------ | ----------------------- | ----- |
| Porcentaje de bateo (BA) | Joaquín Gutiérrez (CAI) | .374  |
| Hits (H)                 | Juan Pautt (IND)        | 69    |
| Carrera impulsada (RBI)  | Ty Gaynes (CAI)         | 44    |
| Carrera anotada (R)      | Tony Walker (CAI)       | 57    |
| Dobles (2B)              | Jeff Ronk (CAI)         | 15    |
| Triples (3B)             | Eusebio Moreno (TOR)    | 5     |
| Home run (HR)            | Cecil Fielder (IND)     | 11    |
| Robo de base (SB)        | Tony Walker (CAI)       | 24    |

| Stat                 | Jugador            | Total         |
| -------------------- | ------------------ | ------------- |
| Juegos ganados (GAN) | Dave Jhonson (TOR) | 9W-1L (0.909) |
| Efectividad (ERA)    | Mike Hoge (CAI)    | 1.38          |
| Ponches (SO)         | Mark Baker (CAI)   | 82            |